# PET palackok újrahasznosítása

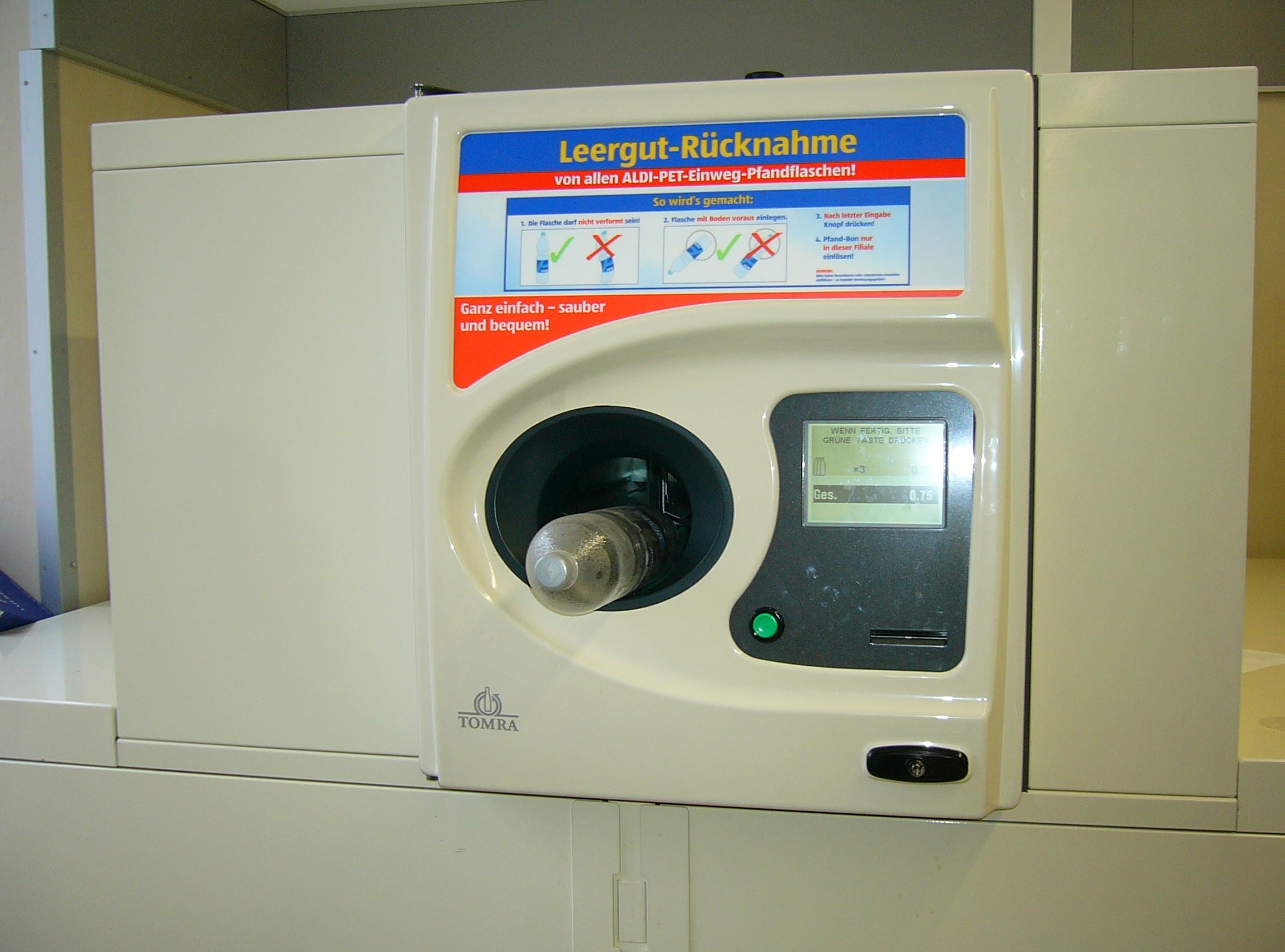
Üvegvisszaváltó automata egy Aldi szupermarketben

A polietilén-tereftalátból (PET) készülő palackok újrahasznosítása csökkenti a szeméttelepekre kerülő hulladék nagyságát. A sterilizáláshoz szükséges hő tönkretenné a műanyagot, a legtöbb újrahasznosított anyagot ezért alacsonyabb feldolgozottságot igénylő termékek, pl. szőnyegek készítésére használják.
A PET palackok és tárolók nyersanyagaként használatos, élelmiszeripari és egyéb fogyasztási cikkek csomagolására. (Pl. üdítők, alkoholos italok, tisztító- és kozmetikai szerek, gyógyszerek és növényi olajok.)
A Petcore, a PET palackok gyűjtését és újrahasznosítását támogató európai kereskedelmi szervezet szerint egyedül Európában 1,6 millió tonna palackot gyűjtöttek össze 2011-ben, ez több mint 51%-os arány. Az exportált bálák levonása után 1,12 millió PET lemez, ill. törmelék jött létre. 440 000 tonnányit használtak szálasanyagok, 283 000 tonnányit pedig új palackok gyártásához, 278 000 tonnát APET lemezek, 102 000 tonnát sebkötő szalagok, 18 000 tonnát egyéb alkalmazásokra.

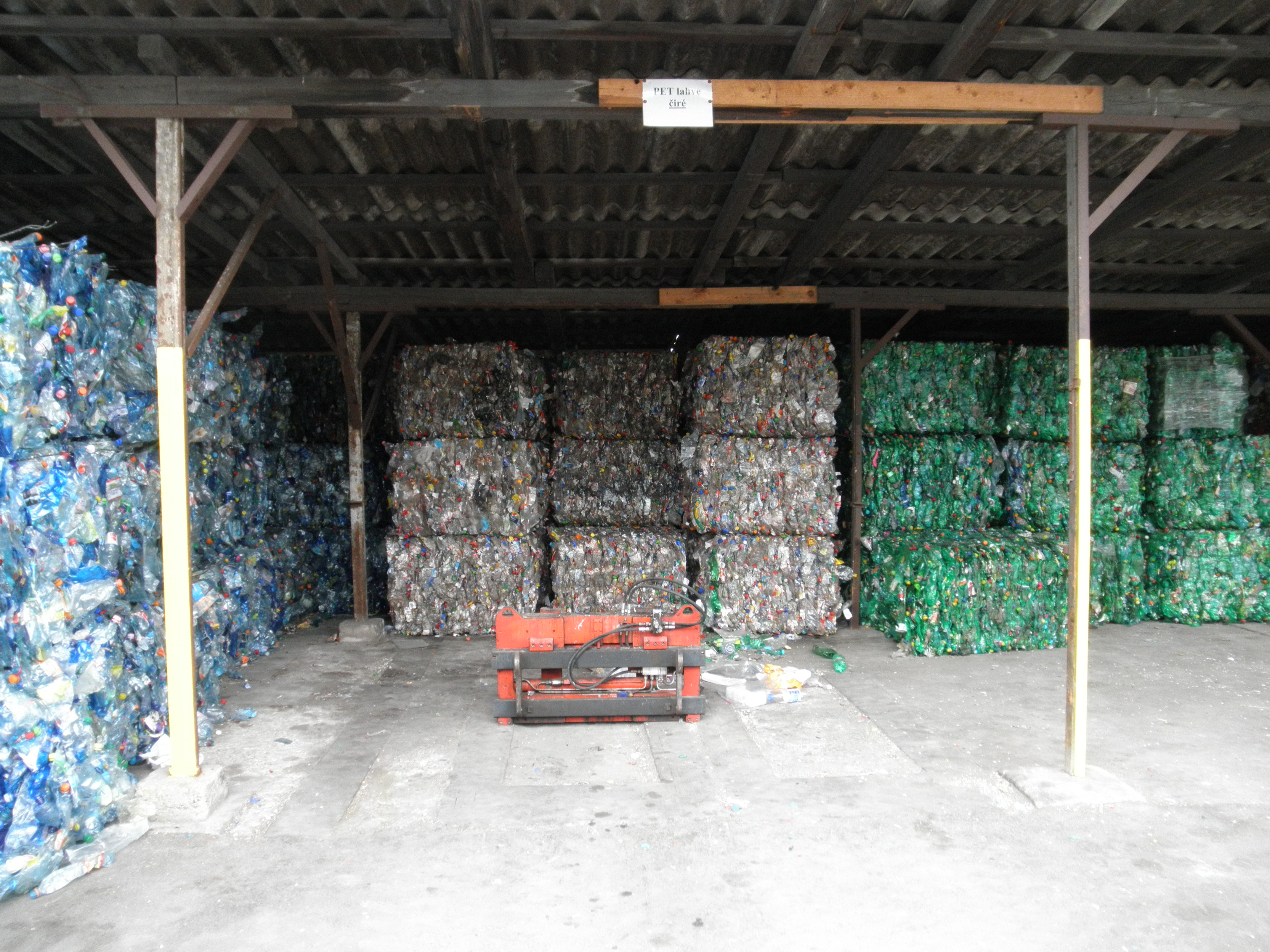
Bezúzott PET palackok bálái szín alapján válogatva: kék, átlátszó, és zöld.

A fogyasztás utáni PET-t színe alapján különböző szakaszokba osztják: átlátszó vagy színezetlen PET, kék és zöld színű PET, a maradékot pedig egy vegyes színű szakaszba. A megjelenő új színek (mint pl. a borostyánsárga a műanyag söröspalackok esetében) tovább bonyolítja az újrafeldolgozók válogatási tevékenységét. A már kiválogatott fogyasztás utáni PET hulladékot széttördelik, bálákba préselik és így adják el a feldolgozó cégeknek.
PET törmeléket használnak többféle termék előállításához, melyeket egyéb esetben poliészterből készítenének. Példa erre a poliészter szál (melyet ruházat, párnák és szőnyegek gyártására használnak), a poliészter lemez, ragasztó, ill. maga a palackok gyártása.
Néhány országban a betétdíj visszatérítéses rendszer a PET palackokra is vonatkozik. Az összegyűjtött palackokat nyersanyag-visszanyerő üzemekben (MRF) választják el más anyagoktól.
Az olvadékszűréssel történő elválasztás az extrudálás során a szennyeződések polimer olvadékokból történő eltávolítását jelenti. A szennyezőanyagok mechanikai szétválogatása a rostálógépben történik. Az acélházban lévő dugattyúkban vagy csúszótárcsákon található a szűrő. Az extrudálási folyamat során a rosták eltávolíthatóak a termelés leállítása nélkül. 

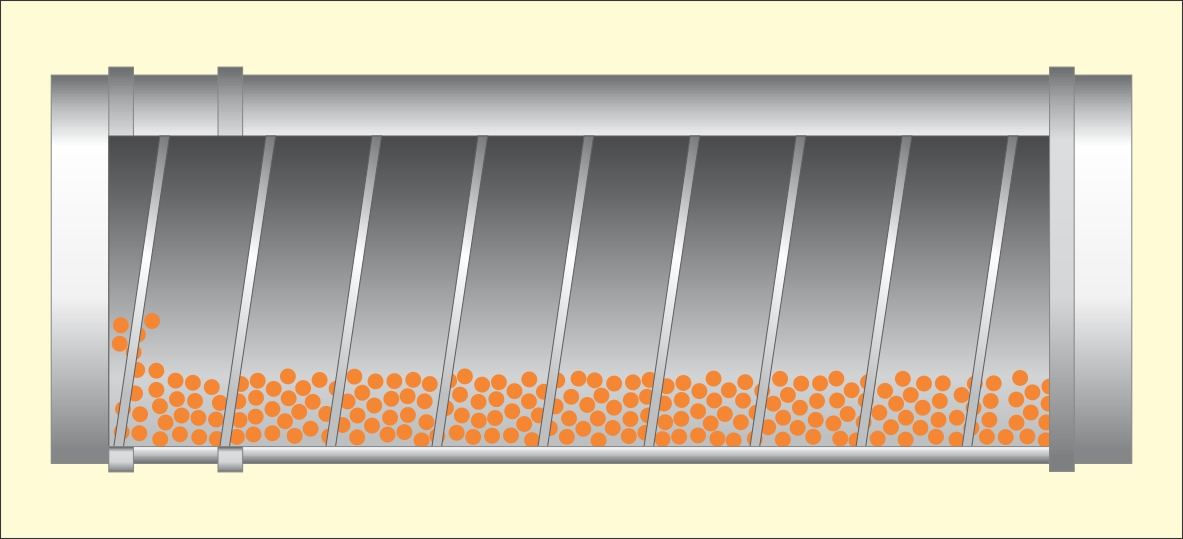
Infravörös szárítódob poliészter granulátum és poliészter palacktörmelék szárítására

A PET polimer rendkívül érzékeny a hidrolitikus degradációra, ami a molekuláris súlya komoly csökkenésén keresztül csökkenti feldolgozhatóságát. Ezért fontos a PET törmelék és granulátum kellő szárítása az olvadékszűrési eljárást megelőzően. A PET őrlemény víztartalmát szárítással 100 ppm alá kell csökkenteni és ezt a szintet tartani kell a folyamat során bekövetkező hidrolízis csökkentése érdekében. A törmelék szárítására egy új típusú, infravörös technológián alapuló szárítót is alkalmaznak (IRD). Ezen rendszerekkel mind az energiaköltségek, mind a szükséges hely csökkenthető.
A PET más fényáteresztő anyagokkal ellentétben (ideértve az üveget) nem veri vissza az UV sugárzást.[forrás?]